# Grande Prêmio dos Estados Unidos de 2022
O Grande Prêmio dos Estados Unidos de 2022 (formalmente denominado Formula 1 Aramco United States Grand Prix 2022) foi a décima nona etapa do Campeonato Mundial de Fórmula 1 de 2022. Foi disputado em 23 de outubro de 2022 no Circuito das Américas, em Austin, Estados Unidos.

## Resumo
Carlos Sainz obteve a terceira pole position de sua carreira (todas alcançadas nesta temporada) à frente do companheiro de equipe Charles Leclerc por 65 milésimos de segundo no final da terceira fase da classificação. No entanto, a Ferrari F1-75 não ocupou a primeira posição, já que o monegasco, penalizado com uma queda de dez posições, teve que deixar seu lugar para Max Verstappen, novo bicampeão mundial. A penalidade imposta a Sergio Pérez, permitiu que o Mercedes W13 de Lewis Hamilton e George Russell largasse na segunda fila e Lance Stroll e Lando Norris largaram na terceira fila. Da mesma forma, a penalização de Fernando Alonso, autor da nona vez, colocou Valtteri Bottas e Alexander Albon na quarta fila. Pérez, classificado nono, largou na quinta fila, à frente de Sebastian Vettel.
Mais uma vez imbatível ao volante do seu Red Bull Racing RB18, Max Verstappen triunfou pela décima terceira vez este ano, o que lhe permitiu igualar os recordes de Michael Schumacher (2004) e Sebastian Vettel (2013), recorde que conseguiu igualar uma vez que foram mantidas três corridas no calendário da F1. Com o companheiro de equipe Sergio Pérez, em quarto, ele deu à Red Bull Racing seu quinto título de campeonato de construtores, após oito títulos consecutivos da Mercedes, dedicando esse sucesso ao fundador de sua equipe, Dietrich Mateschitz, que morreu durante o fim de semana. Para vencer, Verstappen teve que superar um problema pneumático com seu pneu na roda dianteira esquerda durante seu pit stop na trigésima quinta volta, que lhe custou onze segundos; ele saiu na terceira posição a vinte voltas do fim, mas passou à frente de Charles Leclerc e, depois passou à frente de Lewis Hamilton, que havia assumido a liderança, e o ultrapassou facilmente a seis voltas do fim da corrida. Hamilton terminou em segundo e Leclerc, um décimo segundo atrás, conquistou seu quinto pódio consecutivo.

## Resultados

### Treino classificatório
| Pos.                | Nu. | Piloto           | Construtor            | Tempos qualificatórios | Tempos qualificatórios | Tempos qualificatórios | Final grid |
| Pos.                | Nu. | Piloto           | Construtor            | Q1                     | Q2                     | Q3                     | Final grid |
| ------------------- | --- | ---------------- | --------------------- | ---------------------- | ---------------------- | ---------------------- | ---------- |
| 1                   | 55  | Carlos Sainz Jr. | Ferrari               | 1:35.297               | 1:35.590               | 1:34.356               | 1          |
| 2                   | 16  | Charles Leclerc  | Ferrari               | 1:35.795               | 1:35.246               | 1:34.421               | 121        |
| 3                   | 1   | Max Verstappen   | Red Bull Racing-RBPT  | 1:35.864               | 1:35.294               | 1:34.448               | 2          |
| 4                   | 11  | Sergio Pérez     | Red Bull Racing-RBPT  | 1:36.163               | 1:35.864               | 1:34.645               | 92         |
| 5                   | 44  | Lewis Hamilton   | Mercedes              | 1:36.148               | 1:35.732               | 1:34.947               | 3          |
| 6                   | 63  | George Russell   | Mercedes              | 1:36.195               | 1:35.692               | 1:34.988               | 4          |
| 7                   | 18  | Lance Stroll     | Aston Martin-Mercedes | 1:36.860               | 1:36.032               | 1:35.598               | 5          |
| 8                   | 4   | Lando Norris     | McLaren-Mercedes      | 1:36.465               | 1:36.341               | 1:35.690               | 6          |
| 9                   | 14  | Fernando Alonso  | Alpine-Renault        | 1:36.446               | 1:35.988               | 1:35.876               | 142        |
| 10                  | 77  | Valtteri Bottas  | Alfa Romeo-Ferrari    | 1:36.746               | 1:36.321               | 1:36.319               | 7          |
| 11                  | 23  | Alexander Albon  | Williams-Mercedes     | 1:36.932               | 1:36.368               | N/A                    | 8          |
| 12                  | 5   | Sebastian Vettel | Aston Martin-Mercedes | 1:36.695               | 1:36.398               | N/A                    | 10         |
| 13                  | 10  | Pierre Gasly     | AlphaTauri-RBPT       | 1:36.577               | 1:36.740               | N/A                    | 11         |
| 14                  | 24  | Zhou Guanyu      | Alfa Romeo-Ferrari    | 1:36.656               | 1:36.970               | N/A                    | 182        |
| 15                  | 22  | Yuki Tsunoda     | AlphaTauri-RBPT       | 1:36.808               | 1:37.147               | N/A                    | 193        |
| 16                  | 20  | Kevin Magnussen  | Haas-Ferrari          | 1:36.949               | N/A                    | N/A                    | 13         |
| 17                  | 3   | Daniel Ricciardo | McLaren-Mercedes      | 1:37.046               | N/A                    | N/A                    | 15         |
| 18                  | 31  | Esteban Ocon     | Alpine-Renault        | 1:37.068               | N/A                    | N/A                    | PL4        |
| 19                  | 47  | Mick Schumacher  | Haas-Ferrari          | 1:37.111               | N/A                    | N/A                    | 16         |
| 20                  | 6   | Nicholas Latifi  | Williams-Mercedes     | 1:37.244               | N/A                    | N/A                    | 17         |
| 107% time: 1:41.968 |     |                  |                       |                        |                        |                        |            |
| Source:             |     |                  |                       |                        |                        |                        |            |

Notas
- ↑1  – Charles Leclerc recebeu uma penalidade de 10 posições por exceder sua cota de elementos da unidade de energia.[6]
- ↑2  – Sergio Pérez, Zhou Guanyu e Fernando Alonso receberam uma penalidade de cinco posições por exceder sua cota de elementos da unidade de energia.[7][6]Zhou ganhou uma posição após a penalidade de Yuki Tsunoda.[8]
- ↑3  – Yuki Tsunoda recebeu uma penalidade de cinco posições no grid por uma nova transmissão de caixa de câmbio.[9]
- ↑4  – Esteban Ocon se classificou em 17º, mas foi obrigado a largar a corrida do final do grid por exceder sua cota de elementos da unidade de potência. Os novos elementos da unidade de força foram alterados enquanto o carro estava em parc fechado sem a permissão do delegado técnico. Ele foi, portanto, obrigado a começar a corrida do pit lane.[10]

### Corrida
| Pos.                                                       | Nu. | Piloto           | Construtor            | Voltas | Tempo/Retirado             | Grid | Pontos |
| ---------------------------------------------------------- | --- | ---------------- | --------------------- | ------ | -------------------------- | ---- | ------ |
| 1                                                          | 1   | Max Verstappen   | Red Bull Racing-RBPT  | 56     | 1:42:11.687                | 2    | 25     |
| 2                                                          | 44  | Lewis Hamilton   | Mercedes              | 56     | +5.023                     | 3    | 18     |
| 3                                                          | 16  | Charles Leclerc  | Ferrari               | 56     | +7.501                     | 12   | 15     |
| 4                                                          | 11  | Sergio Pérez     | Red Bull Racing-RBPT  | 56     | +8.293                     | 9    | 12     |
| 5                                                          | 63  | George Russell   | Mercedes              | 56     | +44.815                    | 4    | 111    |
| 6                                                          | 4   | Lando Norris     | McLaren-Mercedes      | 56     | +53.785                    | 6    | 8      |
| 7                                                          | 14  | Fernando Alonso  | Alpine-Renault        | 56     | +1:25.078                  | 14   | 6      |
| 8                                                          | 5   | Sebastian Vettel | Aston Martin-Mercedes | 56     | +1:05.354                  | 10   | 4      |
| 9                                                          | 20  | Kevin Magnussen  | Haas-Ferrari          | 56     | +1:05.834                  | 13   | 2      |
| 10                                                         | 22  | Yuki Tsunoda     | AlphaTauri-RBPT       | 56     | +1:10.919                  | 19   | 1      |
| 11                                                         | 31  | Esteban Ocon     | Alpine-Renault        | 56     | +1:12.875                  | PL   |        |
| 12                                                         | 24  | Zhou Guanyu      | Alfa Romeo-Ferrari    | 56     | +1:16.164                  | 18   |        |
| 13                                                         | 23  | Alexander Albon  | Williams-Mercedes     | 56     | +1:20.0752                 | 8    |        |
| 14                                                         | 10  | Pierre Gasly     | AlphaTauri-RBPT       | 56     | +1:21.7633                 | 11   |        |
| 15                                                         | 47  | Mick Schumacher  | Haas-Ferrari          | 56     | +1:24.4904                 | 16   |        |
| 16                                                         | 3   | Daniel Ricciardo | McLaren-Mercedes      | 56     | +1:30.487                  | 15   |        |
| 17                                                         | 6   | Nicholas Latifi  | Williams-Mercedes     | 56     | +1:43.5885                 | 17   |        |
| Ret                                                        | 18  | Lance Stroll     | Aston Martin-Mercedes | 21     | Colisão                    | 5    |        |
| Ret                                                        | 77  | Valtteri Bottas  | Alfa Romeo-Ferrari    | 16     | Preso na britas após rodar | 7    |        |
| Ret                                                        | 55  | Carlos Sainz Jr. | Ferrari               | 1      | Dano após colisão          | 1    |        |
| Fastest lap: George Russell (Mercedes) – 1:38.788 (lap 56) |     |                  |                       |        |                            |      |        |
| Source::                                                   |     |                  |                       |        |                            |      |        |

Notas
• ↑1  – Inclui um ponto pela volta mais rápida.
• ↑2  – Alexander Albon terminou em 12º, mas recebeu uma penalidade de cinco segundos por sair da pista e ganhar vantagem.
• ↑3  – Pierre Gasly terminou em 11º, mas recebeu uma penalidade de dez segundos por não cumprir uma penalidade após uma infração por ficar 10 carros de distância do safety car.
• ↑4  – Mick Schumacher recebeu uma penalidade de cinco segundos por passa do limite de pistas quatro vezes.
• ↑5  – Nicholas Latifi recebeu uma penalidade de cinco segundos após forçar Mick Schumacher para fora da pista.

## Curiosidades
Nesta corrida marcou o título de construtores da Red Bull

## Voltas na Liderança
| Nº de Voltas | Piloto           | Voltas                    |
| ------------ | ---------------- | ------------------------- |
| 37           | Max Verstappen   | 1-13, 15-17, 19-35, 50-56 |
| 8            | Lewis Hamilton   | 41-49                     |
| 4            | Sergio Pérez     | 14, 36-38                 |
| 2            | Sebastian Vettel | 39-40                     |
| 1            | Charles Leclerc  | 18                        |

## 2022 DHL Fastest Pit Stop Award

### Resultado
| 1      | 11 | Sergio Pérez     | Red Bull Racing-RBPT  | 2.13 | 25 |
| 2      | 22 | Yuki Tsunoda     | AlphaTauri-RBPT       | 2.14 | 18 |
| 3      | 4  | Lando Norris     | McLaren-Mercedes      | 2.24 | 15 |
| 4      | 10 | Pierre Gasly     | AlphaTauri-RBPT       | 2.55 | 12 |
| 5      | 14 | Fernando Alonso  | Alpine-Renault        | 2.45 | 10 |
| 6      | 1  | Max Verstappen   | Red Bull Racing-RBPT  | 2.63 | 8  |
| 7      | 6  | Nicholas Latifi  | Williams-Mercedes     | 2.64 | 6  |
| 8      | 63 | George Russell   | Mercedes              | 2.65 | 4  |
| 9      | 5  | Sebastian Vettel | Aston Martin-Mercedes | 2.69 | 2  |
| 10     | 3  | Daniel Ricciardo | McLaren-Mercedes      | 2.70 | 1  |
| Fonte: |    |                  |                       |      |    |

### Classificação
| Tabela do DHL Fastest Pit Stop Award \| Pos \| Construtor \| Pontos \| \| --- \| --------------------- \| ------ \| \| 1 \| Red Bull Racing-RBPT \| 493 \| \| 2 \| McLaren-Mercedes \| 341 \| \| 3 \| Ferrari \| 212 \| \| 4 \| AlphaTauri-RBPT \| 198 \| \| 5 \| Aston Martin-Mercedes \| 190 \| \| 6 \| Alpine-Renault \| 180 \| \| 7 \| Williams-Mercedes \| 141 \| \| 8 \| Mercedes \| 105 \| \| 9 \| Alfa Romeo-Ferrari \| 23 \| \| 10 \| Haas-Ferrari \| 14 \| |                       |        |
| Pos | Construtor            | Pontos |
| 1 | Red Bull Racing-RBPT  | 493    |
| 2 | McLaren-Mercedes      | 341    |
| 3 | Ferrari               | 212    |
| 4 | AlphaTauri-RBPT       | 198    |
| 5 | Aston Martin-Mercedes | 190    |
| 6 | Alpine-Renault        | 180    |
| 7 | Williams-Mercedes     | 141    |
| 8 | Mercedes              | 105    |
| 9 | Alfa Romeo-Ferrari    | 23     |
| 10 | Haas-Ferrari          | 14     |

## Tabela do Campeonato após a corrida
|         | Pos. | Piloto           | Pontos |
| ------- | ---- | ---------------- | ------ |
|         | 1    | Max Verstappen   | 391    |
| 1       | 2    | Charles Leclerc  | 267    |
| 1       | 3    | Sergio Pérez     | 265    |
|         | 4    | George Russell   | 218    |
|         | 5    | Carlos Sainz Jr. | 202    |
| Source: |      |                  |        |

|         | Pos. | Construtor           | Pontos |
| ------- | ---- | -------------------- | ------ |
|         | 1    | Red Bull Racing-RBPT | 656    |
|         | 2    | Ferrari              | 469    |
|         | 3    | Mercedes             | 416    |
|         | 4    | Alpine-Renault       | 149    |
|         | 5    | McLaren-Mercedes     | 138    |
| Source: |      |                      |        |

- Notas: Apenas as cinco primeiras posições estão incluídas para ambos os conjuntos de classificação.

|  |         |
|  | Campeão |